# Psi (telessérie)
Psi é uma série de televisão brasileira produzida e exibida pelo HBO Brasil entre 23 de março de 2014 e 26 de maio de 2019 em quatro temporadas. Criada por Contardo Calligaris e dirigida por Max Calligaris e Marcus Baldini, a série traz como referência os romances Conto do Amor e A Mulher de Vermelho e Branco, também escritas por Contardo. A história segue a vida do psicólogo, psicanalista e psiquiatra Carlo Antonini, dentro e fora do consultório.

## Produção
A HBO Latin America confirmou uma segunda temporada do programa com 10 episódios, em exibição a partir de 4 de outubro de 2015, a qual terminou em 6 de dezembro do mesmo ano. Em 2016, a HBO confirmou a terceira temporada da série, prevista para estrear em 2017. Em 2018, a HBO confirmou a quarta temporada da série, as filmagens ocorrerão em outubro para estreia em 2019.

## Enredo
Psicanalista, psicólogo e psiquiatra, Carlo Antonini (Emílio de Mello) atende na cidade de São Paulo. Não bastasse uma ex-mulher, um filho e dois enteados, ele ainda se presta a investigar por conta própria, nas horas vagas, crimes e casos complexos da capital paulista. Seu alívio é discutir os contratempos da vida com sua vizinha e colega de profissão, Valentina (Cláudia Ohana), e o amigo coveiro, Severino (Raul Barretto). Também integram o elenco, Igor Armucho, como Henrique, filho de Flávia, e Paula Picarelli, como a promotora Taís.

## Elenco

### Principal
| Emílio de Mello   | Dr. Carlo Antonini    |  |  |  |  |
| Raul Barretto     | Severino / Caronte    |  |  |  |  |
| Cláudia Ohana     | Drª. Valentina Ferrão |  |  |  |  |
| Aída Leiner       | Flávia Veiga Antonini |  |  |  |  |
| Camila Leccioli   | Janaína               |  |  |  |  |
| Otávio Martins    | Dr. Roberto           |  |  |  |  |
| Victor Mendes     | Mark Veiga Antonini   |  |  |  |  |
| Igor Armucho      | Henrique Veiga        |  |  |  |  |
| Marcello Airoldi  | Padre Miguel          |  |  |  |  |
| Liliana Castro    | Drª. Maria Clara      |  |  |  |  |
| Thairiny Tiburcio | Regininha             |  |  |  |  |

### Recorrente
| Karen Menatti         | Elisa                    |       |       |  |  |  |
| Paula Picarelli       | Promotora Taís Rodrigues |       |       |  |  |  |
| Jarbas Homem de Mello | Manuel Díaz Perez        |       |       |  |  |  |
| Lorrah Cortesi        | Marie                    | part. |       |  |  |  |
| Leilah Moreno         | Kate                     | part. | part. |  |  |  |

### Personagens
- Dr. Carlo Antonini (Emílio de Mello) - Um psicólogo, psicanalista e psiquiatra recém divorciado e com boa relação com os enteados.
- Severino / Caronte (Raul Barretto) - Melhor amigo de Carlo. É um coveiro.
- Drª. Valentina (Claudia Ohana) - Melhor amiga de Carlo. É uma médica psiquiatra e psicanalista.
- Drª. Flávia (Aída Leiner) - Ex-esposa de Carlo. Advogada e mãe de Henrique e Mark.
- Janaína (Camila Leccioli) - Namorada de Henrique nas duas primeiras temporadas.
- Mark (Victor Mendes) - Filho de Carlo e Flávia.[8]
- Henrique (Igor Armucho) - Filho de Flávia.[8]
- Padre Miguel (Marcello Airoldi) - Amigo de Miguel e ouvinte de suas confissões mais obscuras.
- Drª. Maria Clara (Liliana Castro) - Psiquiatra solitária e nova amiga de Carlo, que se torna seu interesse romântico.
- Taís (Paula Picarelli) - Promotora e ex-paciente de Carlo.[8]

### Participações especiais
| Lista de participações especiais | Lista de participações especiais | Lista de participações especiais          |
| Ator                             | Personagem                       | Episódio                                  |
| -------------------------------- | -------------------------------- | ----------------------------------------- |
| Clayton Mariano                  | João                             | 1.1 - A Menina Que Não Olhava             |
| Simone Iliescu                   | Isa                              | 1.1 - A Menina Que Não Olhava             |
| Giovanna Iódice                  | Isinha                           | 1.1 - A Menina Que Não Olhava             |
| Ana Alves                        | Maria                            | 1.1 - A Menina Que Não Olhava             |
| João Pedro Ferreira              | Bikiko                           | 1.1 - A Menina Que Não Olhava             |
| Eduardo Estrela                  | Cícero                           | 1.1 - A Menina Que Não Olhava             |
| Marco Antônio Pâmio              | Sérgio                           | 1.1 - A Menina Que Não Olhava             |
| Alex Sorlino                     | Marcos                           | 1.2 - Desejos Cortados                    |
| Ripa Homuth                      | Sérgio                           | 1.2 - Desejos Cortados                    |
| Gilda Nomacce                    | Heloísa                          | 1.2 - Desejos Cortados                    |
| Rennata Airoldi                  | Carmem                           | 1.2 - Desejos Cortados                    |
| Luti Angelelli                   | Eduardo                          | 1.2 - Desejos Cortados                    |
| Luciana Brites                   | Melissa Andrade Ramos            | 1.3 - Um Casal Perfeito                   |
| Vinicius Zinn                    | José Eduardo Ramos               | 1.3 - Um Casal Perfeito                   |
| Gisela Reimann                   | Rosa                             | 1.3 - Um Casal Perfeito                   |
| Miguel Bretas                    | Adílson                          | 1.3 - Um Casal Perfeito                   |
| Maria Cristina Zeni              | Clarice                          | 1.3 - Um Casal Perfeito                   |
| Kátia Miranda                    | Viúva                            | 1.3 - Um Casal Perfeito                   |
| Rui Resende                      | Milton                           | 1.4 - Acreditar no Além                   |
| Alexandre Krug                   | Miguel                           | 1.4 - Acreditar no Além                   |
| Amélia Bittencourt               | Ângela                           | 1.4 - Acreditar no Além                   |
| Bruno Stierli                    | Tales                            | 1.4 - Acreditar no Além                   |
| Eliana César                     | Érica                            | 1.4 - Acreditar no Além                   |
| Helena Albergaria                | Lara                             | 1.4 - Acreditar no Além                   |
| Jorge Cerruti                    | Nelson                           | 1.5 - Incapazes                           |
| Kiko Vianello                    | Antônio                          | 1.5 - Incapazes                           |
| Alexandra Golik                  | Bru                              | 1.5 - Incapazes                           |
| Wagner Molina                    | Miguel                           | 1.5 - Incapazes                           |
| Denise Machado                   | Cláudia                          | 1.5 - Incapazes                           |
| Lúcia Romano                     | Bárbara                          | 1.5 - Incapazes                           |
| Luiz Ramalho                     | William                          | 1.5 - Incapazes                           |
| Nataly Cabanas                   | Daniela                          | 1.5 - Incapazes                           |
| Pedro Costa                      | Guilherme                        | 1.5 - Incapazes                           |
| Carolina Mânica                  | Bia                              | 1.6 - A Vizinha                           |
| Ulysses de Santi                 | Daniel                           | 1.6 - A Vizinha                           |
| Júlia Ianina                     | Sabrina                          | 1.7 - Minha Vampira Amada                 |
| Guta Magnani                     | Tia Marly                        | 1.7 - Minha Vampira Amada                 |
| Lavínia Pannunzio                | Sandra                           | 1.7 - Minha Vampira Amada                 |
| Geovanna Corrêa                  | Clara                            | 1.8 - Fantasia é Crime                    |
| Daniel Dottori                   | Alberto                          | 1.8 - Fantasia é Crime                    |
| Patrícia Pichamone               | Melissa                          | 1.8 - Fantasia é Crime                    |
| Gustavo Trestini                 | Dr. Cássio                       | 1.8 - Fantasia é Crime                    |
| Graça Andrade                    | Selina                           | 1.8 - Fantasia é Crime                    |
| Íris Rocco                       | Valentina                        | 1.8 - Fantasia é Crime                    |
| Kauê Telloli                     | Escobar                          | 1.8 - Fantasia é Crime                    |
| Roberto Arduim                   | Arnaldo                          | 1.8 - Fantasia é Crime                    |
| Maria Manoella                   | Paula                            | 1.9 - A Vida em Minhas Mãos               |
| Bruno Bellarmino                 | Otávio                           | 1.9 - A Vida em Minhas Mãos               |
| Cris Broilo                      | Ana                              | 1.9 - A Vida em Minhas Mãos               |
| Anastácia Custódio               | Beth                             | 1.9 - A Vida em Minhas Mãos               |
| Bruna Herrera                    | Odete                            | 1.9 - A Vida em Minhas Mãos               |
| Giácomo Pinotti                  | Dr. Jorge                        | 1.9 - A Vida em Minhas Mãos               |
| Marcos Machado                   | Zé                               | 1.9 - A Vida em Minhas Mãos               |
| Marcos Reis                      | Mauricinho                       | 1.9 - A Vida em Minhas Mãos               |
| Rodrigo Fregan                   | Beto                             | 1.9 - A Vida em Minhas Mãos               |
| Antoniela Canto                  | Eliane Delmare                   | 1.10 - Amor Infiel                        |
| Paulo Goya                       | Décio Delmare                    | 1.10 - Amor Infiel                        |
| Delurdes Moraes                  | Lurdes Delmare                   | 1.10 - Amor Infiel                        |
| Wolney de Assis                  | Dr. Abraão Cury                  | 1.10 - Amor Infiel                        |
| Divina Núbia                     | Thamires                         | 1.10 - Amor Infiel                        |
| Murilo Meola                     | Tiago                            | 1.10 - Amor Infiel                        |
| Fábio Nassar                     | Investigador Guimarães           | 1.11 - O Paciente Não Mente               |
| Carol Marra                      | Patrícia                         | 1.11 - O Paciente Não Mente               |
| Rodolfo García Vázquez           | Rodolfo                          | 1.11 - O Paciente Não Mente               |
| Divina Núbia                     | Thamires                         | 1.11 - O Paciente Não Mente               |
| Carlos Gimenez                   | Montanaro                        | 1.11 - O Paciente Não Mente               |
| Danilo Rodrigues                 | Ângelo                           | 1.11 - O Paciente Não Mente               |
| Jacyara Cardoso                  | Luciana                          | 1.11 - O Paciente Não Mente               |
| Léo Moreira                      | Renata Braga                     | 1.12 - Quero Ser Quem Eu Sou              |
| Carol Marra                      | Patrícia                         | 1.12 - Quero Ser Quem Eu Sou              |
| Divina Núbia                     | Thamires                         | 1.12 - Quero Ser Quem Eu Sou              |
| Lena Roque                       | Rachel                           | 1.12 - Quero Ser Quem Eu Sou              |
| Rodolfo García Vázquez           | Rodolfo                          | 1.12 - Quero Ser Quem Eu Sou              |
| Fábio Joaquim do Vale            | Ahmeb                            | 1.12 - Quero Ser Quem Eu Sou              |
| Isabel Teixeira                  | Raquel                           | 1.13 - Fim de Cura                        |
| Lorena Nobel                     | Cecília                          | 2.1 - O Abrigo                            |
| André Garolli                    | Ricardo Alves Pereira            | 2.1 - O Abrigo                            |
| Maria Helena Chira               | Laura                            | 2.1 - O Abrigo                            |
| Jacqueline Sato                  | Harumi                           | 2.1 - O Abrigo                            |
| Karen Menatti                    | Elisa                            | 2.1 - O Abrigo                            |
| Marcelo Pacífico                 | Jaime                            | 2.1 - O Abrigo                            |
| Júlia Bergamin                   | Martinha                         | 2.1 - O Abrigo                            |
| Helena Americano                 | Christina                        | 2.1 - O Abrigo                            |
| Otávio Martins                   | Roberto                          | 2.1 - O Abrigo                            |
| Lee Taylor                       | James Gonçalves Terranova        | 2.2 - O Paciente Americano                |
| Christiane Tricerri              | Teresa Gonçalves Terranova       | 2.2 - O Paciente Americano                |
| Ângela Dip                       | Rafaela                          | 2.2 - O Paciente Americano                |
| Paula Possani                    | Chris                            | 2.2 - O Paciente Americano                |
| Paulo Coronato                   | Tristão                          | 2.2 - O Paciente Americano                |
| Leilah Moreno                    | Kate                             | 2.2 - O Paciente Americano                |
| Marisol Ribeiro                  | Paciente                         | 2.2 - O Paciente Americano                |
| Thaís Pimpão                     | Paciente                         | 2.2 - O Paciente Americano                |
| Adelaide Teixeira                | Liliane                          | 2.2 - O Paciente Americano                |
| Carlos Meceni                    | Romeu                            | 2.3 - O Justiceiro                        |
| Antônio Sabóia                   | Adriano                          | 2.3 - O Justiceiro                        |
| Sérgio Siviero                   | Arthur                           | 2.3 - O Justiceiro                        |
| Patrícia Polak                   | Leila                            | 2.3 - O Justiceiro                        |
| Roberto Maya                     | Mário                            | 2.3 - O Justiceiro                        |
| Guilherme Atolini                | Gustavo                          | 2.3 - O Justiceiro                        |
| Bruno Rocha                      | Marcos                           | 2.3 - O Justiceiro                        |
| Daiane Conterato                 | Ariel                            | 2.4 - Semana da Moda                      |
| Alexandre Herchcovitch           | Ele mesmo                        | 2.4 - Semana da Moda                      |
| Frank Schesko                    | Zack                             | 2.4 - Semana da Moda                      |
| Renato Caldas                    | Marinho                          | 2.4 - Semana da Moda                      |
| Christiana Ubach                 | Joana                            | 2.4 - Semana da Moda                      |
| Marcelo Pacífico                 | Jaime                            | 2.4 - Semana da Moda                      |
| Tiago Leal                       | João                             | 2.4 - Semana da Moda                      |
| Cristina Lago                    | Amanda                           | 2.5 - Dia das Mães                        |
| Nani de Oliveira                 | Maria Antônia                    | 2.5 - Dia das Mães                        |
| Mônica Torres                    | Lucilene                         | 2.5 - Dia das Mães                        |
| Janaína Leite                    | Teresinha                        | 2.5 - Dia das Mães                        |
| Juliana Galdino                  | Xuxão                            | 2.5 - Dia das Mães                        |
| Rabner Moraes                    | Wellington                       | 2.5 - Dia das Mães                        |
| Rita Carelli                     | Irene                            | 2.5 - Dia das Mães                        |
| Mayara de Castro                 | Germina                          | 2.5 - Dia das Mães                        |
| Helena Americano                 | Christina                        | 2.5 - Dia das Mães                        |
| Lilian de Lima                   | Iselda                           | 2.5 - Dia das Mães                        |
| Joice Jane Teixeira              | Ritona                           | 2.5 - Dia das Mães                        |
| Ângela Ribeiro                   | Bonina                           | 2.5 - Dia das Mães                        |
| Edmílson Cordeiro                | Muniz                            | 2.5 - Dia das Mães                        |
| João Pedro Bienemann             | César                            | 2.6 - O Que Aconteceu com Você?           |
| Gabriela Rocha                   | Lara dos Santos Magalhães        | 2.6 - O Que Aconteceu com Você?           |
| Paula Pretta                     | Regina dos Santos                | 2.6 - O Que Aconteceu com Você?           |
| Luciano Chirolli                 | João Magalhães                   | 2.6 - O Que Aconteceu com Você?           |
| Léia Nogueira                    | Drª Leila                        | 2.6 - O Que Aconteceu com Você?           |
| Helena Obersteiner               | Priscila                         | 2.6 - O Que Aconteceu com Você?           |
| Helena Fraga                     | Tatiana                          | 2.6 - O Que Aconteceu com Você?           |
| Carolina Moreira                 | Aline                            | 2.6 - O Que Aconteceu com Você?           |
| Thogun Teixeira                  | Dario                            | 2.6 - O Que Aconteceu com Você?           |
| Cristina Lago                    | Amanda                           | 2.7 - Refém                               |
| Nani de Oliveira                 | Maria Antônia                    | 2.7 - Refém                               |
| Mônica Torres                    | Lucilene                         | 2.7 - Refém                               |
| Luciano Gatti                    | André Ramos                      | 2.7 - Refém                               |
| Eduardo Acaiabe                  | Silveira                         | 2.7 - Refém                               |
| Eduardo Acaiabe                  | Muniz                            | 2.7 - Refém                               |
| Laura Neiva                      | Bianca                           | 2.8 - As Meninas                          |
| Antônia Baudouin                 | Sofia                            | 2.8 - As Meninas                          |
| Camila Márdila                   | Bruna                            | 2.8 - As Meninas                          |
| Bernardo Bibancos                | Rodrigo Carvalho                 | 2.8 - As Meninas                          |
| Flávia Pyramo                    | Salete                           | 2.8 - As Meninas                          |
| Lara Córdula                     | Cláudia                          | 2.8 - As Meninas                          |
| Dani Fernandes                   | Tônia                            | 2.8 - As Meninas                          |
| Ana Ruggiero                     | Patrícia                         | 2.8 - As Meninas                          |
| Lucas Milano                     | Henri                            | 2.8 - As Meninas                          |
| Nicolas Aliperti                 | Martim                           | 2.8 - As Meninas                          |
| Giulia Shanti                    | Geórgia                          | 2.8 - As Meninas                          |
| Mateus Pigari                    | Benê                             | 2.8 - As Meninas                          |
| Rodrigo García                   | Dr. João Miguel                  | 2.8 - As Meninas                          |
| Brian Penido Ross                | Hélio                            | 2.8 - As Meninas                          |
| Nathália Falcão                  | Déia                             | 2.9 - O Adversário                        |
| Christiana Ubach                 | Joana                            | 2.9 - O Adversário                        |
| Renato Caldas                    | Marinho                          | 2.9 - O Adversário                        |
| Clara Carvalho                   | Mãe de Déia                      | 2.9 - O Adversário                        |
| Henrique Schafer                 | Pai de Déia                      | 2.9 - O Adversário                        |
| Christiana Ubach                 | Joana                            | 2.10 - O Custo do Desejo                  |
| Ravel Cabral                     | Almir                            | 2.10 - O Custo do Desejo                  |
| Karen Menatti                    | Elisa                            | 2.10 - O Custo do Desejo                  |
| Renato Caldas                    | Marinho                          | 2.10 - O Custo do Desejo                  |
| Gabriela Toloi                   | Aurora Sampaio                   | 3.1 e 3.2 - A Amiga Belga - Parte 1 e 2   |
| Dani Nefussi                     | Paula Sampaio                    | 3.1 e 3.2 - A Amiga Belga - Parte 1 e 2   |
| Federico Erdocia                 | Sérgio Sampaio                   | 3.1 e 3.2 - A Amiga Belga - Parte 1 e 2   |
| Maria de Medeiros                | Eugênia Saldanha                 | 3.1 e 3.2 - A Amiga Belga - Parte 1 e 2   |
| Jarbas Toledo                    | Dr. Alexandre                    | 3.1 e 3.2 - A Amiga Belga - Parte 1 e 2   |
| Guilherme Liss                   | Carlos (criança)                 | 3.1 e 3.2 - A Amiga Belga - Parte 1 e 2   |
| Kika Julianelli                  | Drª Andréa                       | 3.1 e 3.2 - A Amiga Belga - Parte 1 e 2   |
| Tati Lenna                       | Telma                            | 3.1 e 3.2 - A Amiga Belga - Parte 1 e 2   |
| Milton Le Cury                   | Dr. Roberto                      | 3.1 e 3.2 - A Amiga Belga - Parte 1 e 2   |
| Giovanni Gallo                   | Pietro                           | 3.1 e 3.2 - A Amiga Belga - Parte 1 e 2   |
| João Pádua                       | Gil                              | 3.1 e 3.2 - A Amiga Belga - Parte 1 e 2   |
| Andressa Cabral                  | Drª Laura                        | 3.1 e 3.2 - A Amiga Belga - Parte 1 e 2   |
| Fábio Neppo                      | Jorge                            | 3.1 e 3.2 - A Amiga Belga - Parte 1 e 2   |
| Iná de Carvalho                  | Leonor                           | 3.1 e 3.2 - A Amiga Belga - Parte 1 e 2   |
| Marcos Suchara                   | Paulo                            | 3.1 e 3.2 - A Amiga Belga - Parte 1 e 2   |
| Soren Hellerup                   | Michel                           | 3.1 e 3.2 - A Amiga Belga - Parte 1 e 2   |
| Kiko Marques                     | João                             | 3.1 e 3.2 - A Amiga Belga - Parte 1 e 2   |
| Denise Weinberg                  | Denise Dell Pizzo                | 3.3 e 3.4 - As Descendentes - Parte 1 e 2 |
| Clarisse Abujamra                | Antonieta Dell Pizzo             | 3.3 e 3.4 - As Descendentes - Parte 1 e 2 |
| Lilian Blanc                     | Dora Dell Pizzo                  | 3.3 e 3.4 - As Descendentes - Parte 1 e 2 |
| Ana Maria Carmo                  | Ana Dell Pizzo                   | 3.3 e 3.4 - As Descendentes - Parte 1 e 2 |
| Ju Colombo                       | Adalgisa                         | 3.3 e 3.4 - As Descendentes - Parte 1 e 2 |
| Alexandre Cioletti               | Antônio Dell Pizzo               | 3.3 e 3.4 - As Descendentes - Parte 1 e 2 |
| Maurício de Barros               | Afrânio                          | 3.3 e 3.4 - As Descendentes - Parte 1 e 2 |
| Ana Paula Lopez                  | Iva                              | 3.3 e 3.4 - As Descendentes - Parte 1 e 2 |
| Rômulo Braga                     | Josué Almeida                    | 3.3 e 3.4 - As Descendentes - Parte 1 e 2 |
| Renato Baragão                   | Firmino                          | 3.3 e 3.4 - As Descendentes - Parte 1 e 2 |
| Valdeck de Garanhuns             | Gervásio                         | 3.3 e 3.4 - As Descendentes - Parte 1 e 2 |
| Carloz Magno                     | Gervásio (jovem)                 | 3.3 e 3.4 - As Descendentes - Parte 1 e 2 |
| Luiza Braga                      | Ana Dell Pizzo (jovem)           | 3.3 e 3.4 - As Descendentes - Parte 1 e 2 |
| Samantha Rossetti                | Dora Dell Pizzo (jovem)          | 3.3 e 3.4 - As Descendentes - Parte 1 e 2 |
| Karen Menatti                    | Elisa                            | 3.3 e 3.4 - As Descendentes - Parte 1 e 2 |
| Chico Neto                       | Chico                            | 3.3 e 3.4 - As Descendentes - Parte 1 e 2 |
| Victória Rossetti                | Moninha (Mônica Lustosa)         | 3.5 e 3.6 - A Fuga - Parte 1 e 2          |
| Carolina Andrade                 | Nayara                           | 3.5 e 3.6 - A Fuga - Parte 1 e 2          |
| Brunna Martins                   | Cláudia                          | 3.5 e 3.6 - A Fuga - Parte 1 e 2          |
| Elam Lima                        | Pedro                            | 3.5 e 3.6 - A Fuga - Parte 1 e 2          |
| Hélio Cícero                     | Imam                             | 3.5 e 3.6 - A Fuga - Parte 1 e 2          |
| Jonathan Well                    | Roberto                          | 3.5 e 3.6 - A Fuga - Parte 1 e 2          |
| Giovane Ortega                   | Lucas                            | 3.5 e 3.6 - A Fuga - Parte 1 e 2          |
| Heslaine Vieira                  | Milla                            | 3.5 e 3.6 - A Fuga - Parte 1 e 2          |
| Danillo Anastácio                | Kamal                            | 3.5 e 3.6 - A Fuga - Parte 1 e 2          |
| Fabricio Licursi                 | Faruq Al Brazili                 | 3.5 e 3.6 - A Fuga - Parte 1 e 2          |
| Carla Fioroni                    | Beth                             | 3.5 e 3.6 - A Fuga - Parte 1 e 2          |
| João Signorelli                  | Samir                            | 3.5 e 3.6 - A Fuga - Parte 1 e 2          |
| Guta Ruiz                        | Maria                            | 3.5 e 3.6 - A Fuga - Parte 1 e 2          |
| Fafá Rennó                       | Débora                           | 3.5 e 3.6 - A Fuga - Parte 1 e 2          |
| Zuzu Leiva                       | Professora Madraça               | 3.5 e 3.6 - A Fuga - Parte 1 e 2          |
| Marat Descartes                  | Arturo Savínio                   | 3.7 e 3.8 - O Contador - Parte 1 e 2      |
| Rita Batata                      | Lúcia                            | 3.7 e 3.8 - O Contador - Parte 1 e 2      |
| Renata Becker                    | Malú                             | 3.7 e 3.8 - O Contador - Parte 1 e 2      |
| Anna Marko                       | Svetiona                         | 3.7 e 3.8 - O Contador - Parte 1 e 2      |
| Davi Butze                       | Arturo Savínio (criança)         | 3.7 e 3.8 - O Contador - Parte 1 e 2      |
| Fábio Di Martino                 | Márcio                           | 3.7 e 3.8 - O Contador - Parte 1 e 2      |
| Rodrigo Bolzan                   | Freitas                          | 3.7 e 3.8 - O Contador - Parte 1 e 2      |
| Alexandre Barros                 | Geraldo Bezerra                  | 3.7 e 3.8 - O Contador - Parte 1 e 2      |
| Cláudia Assunção                 | Hilda Bezerra                    | 3.7 e 3.8 - O Contador - Parte 1 e 2      |
| Pedro Netto                      | Maurício Bezerra                 | 3.7 e 3.8 - O Contador - Parte 1 e 2      |
| Amanda Magalhães                 | Benedita                         | 3.9 e 3.10 - A Herança - Parte 1 e 2      |
| Cici Antunes                     | Joelma                           | 3.9 e 3.10 - A Herança - Parte 1 e 2      |
| David Kullock                    | Rabino Chaim                     | 3.9 e 3.10 - A Herança - Parte 1 e 2      |
| Clara Choveaux                   | Clementine                       | 3.9 e 3.10 - A Herança - Parte 1 e 2      |
| Fernando Eiras                   | Robert                           | 3.9 e 3.10 - A Herança - Parte 1 e 2      |
| Magda Figueiredo                 | Jóia                             | 3.9 e 3.10 - A Herança - Parte 1 e 2      |

## Prêmios e indicações
| Ano  | Prêmio                           | Categoria                 | Indicação       | Resultado |
| ---- | -------------------------------- | ------------------------- | --------------- | --------- |
| 2015 | Festival de televisão de Sichuan | Melhor Série de Televisão | Psi             | Indicado  |
| 2015 | Emmy Internacional               | Melhor Drama              | Psi             | Indicado  |
| 2015 | Emmy Internacional               | Ator Série/Minissérie     | Emílio de Mello | Indicado  |
| 2018 | Emmy Internacional               | Melhor Atriz              | Denise Weinberg | Indicado  |